# Eurynebria complanata
Eurynebria complanata is een keversoort uit de familie van de loopkevers (Carabidae). De wetenschappelijke naam werd in 1767 gepubliceerd door Carl Linnaeus.